# Рене Левек
Рене́ Леве́к (фр. René Lévesque; * 24 серпня 1922, Кемпбелтон, Нью-Брансвік — † 1 листопада 1987, Вердун, Квебек) — видатний квебекський політик і журналіст, прем'єр-міністр Квебеку (1976-1985), лідер та один із засновників Квебекської партії (фр. Parti québécois).
Стояв на позиціях державного суверенітету Квебеку: за роки його правління була прийнята Хартія французької мови та проведено перший референдум щодо державного суверенітету Квебеку (за суверенітет проголосувало 40 % громадян провінції).

## Біографія
Народився у Нью-Каріль (New Carlisle) у Гаспезі́ (Квебек).
Батько — Доміні́к Леве́к (Dominique Lévesque), адвокат, мати — Діана Діон-Піно (Diane Dionne-Pineault).
Працював радіожурналістом: у 1940-х роках — військовий кореспондент в армії США; після війни — журналіст на франкомовному «Радіо Канада».
Член Ліберальної партії Квебеку з 1960 року. Обраний депутатом квебекського парламенту від округу Монреаль-Лорьє у 1960 та 1962 роках; переобраний у 1966. У 1960—1966 роках — міністр в уряді Жана Лесажа (фр. Jean Lesage).
Депутат безпартійний з 1967 року.
14 жовтня 1967 року виступив із рядів Ліберальної партії. 19 листопада 1967 заснував Рух за суверенітет-асоціацію (фр. Mouvement souveraineté-association (MSA); з 14 жовтня 1968 президент новоутвореної Квебекської партії (фр. Parti québécois). Продовжує журналістську роботу. Обраний у 1976 депутатом Квебекської партії від округу Тайон (фр. Taillon en 1976); переобраний у 1981. З 25 листопада 1976 року по 3 жовтня 1985 — прем'єр-міністр Квебеку.
20 червня 1985 року залишає посаду президента Квебекської партії; повертається до журналізму.
Помер у Монреалі, 1 листопада 1987 року, у віці 65 років і 2 місяців.

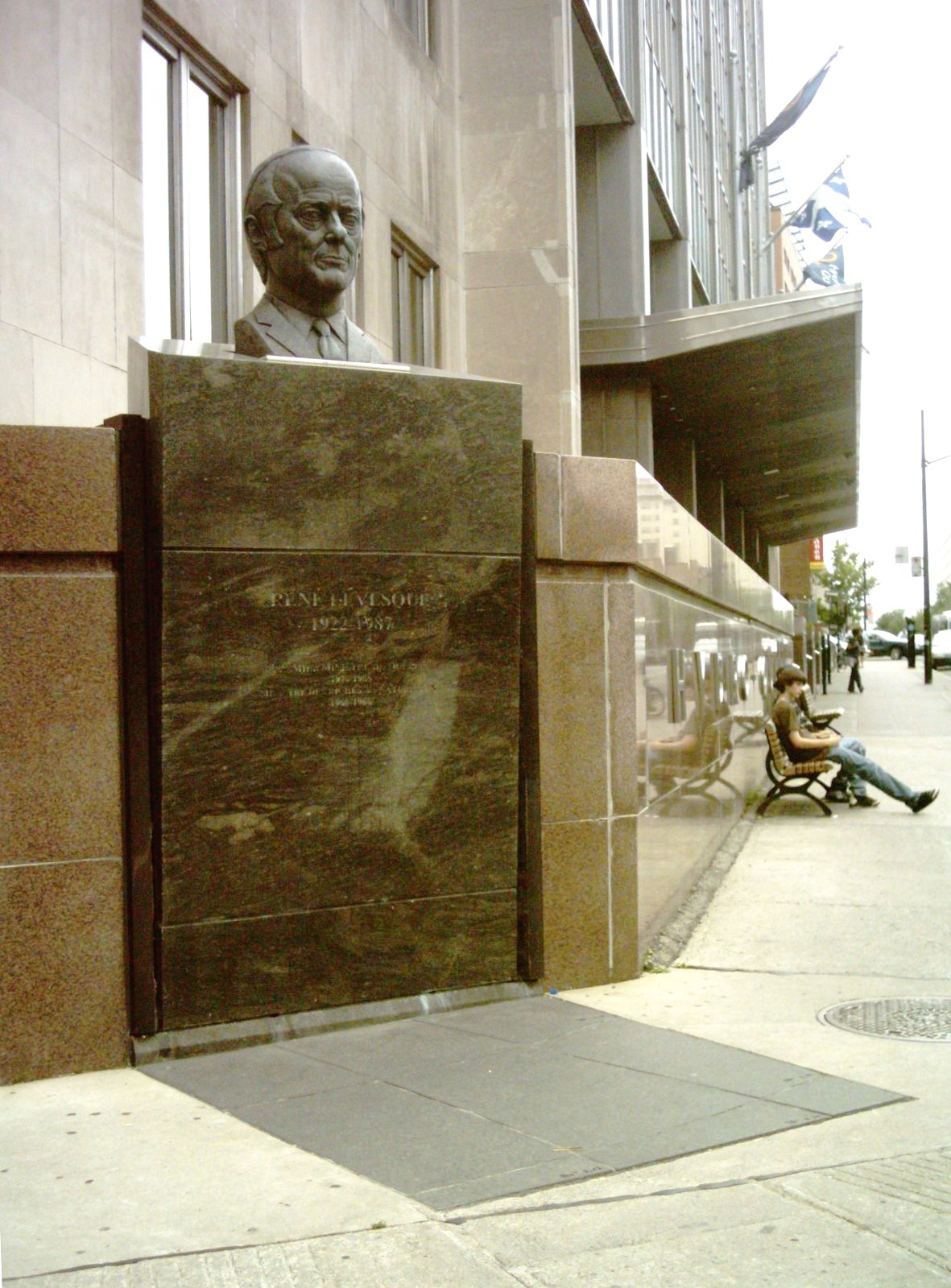

## Приватне життя
3 травня 1947 року у місті Квебек одружився з Луїзою Льорьо (фр. Louise L'Heureux).